# Jasmine (album)
Jasmine è un album in studio collaborativo del pianista Keith Jarrett e del contrabbassista Charlie Haden, pubblicato nel 2010.

## Tracce
1. For All We Know (Coots, Lewis)  – 9:49
2. Where Can I Go Without You (Lee, Young)  – 9:24
3. No Moon at All (Evans, Mann)  – 4:41
4. One Day I'll Fly Away (Jennings, Sample)  – 4:18
5. Intro/I'm Gonna Laugh You Right Out of My Life (Coleman, McCarthy)  – 12:11
6. Body and Soul (Eyton, Green, Heyman, Sour)  – 11:12
7. Goodbye (Jenkins)  – 8:03
8. Don't Ever Leave Me (Hammerstein, Kern)  – 3:11